# Лудвиг II фон Еверщайн
Лудвиг II фон Еверщайн (на немски: Ludwig II, Graf zu Everstein; * ок. 1465; † 1502) е граф на Еверщайн-Кинденбург-Плате.
Той е син на граф Ото IV фон Еверщайн († сл. 1456) и съпругата му Агата фон дер Марвитц, дъщеря на фон дер Марвиц и Геса фон Ведел. Внук е на граф Албрехт II фон Еверщайн цу Наугард-Хинденбург († сл. 1459) и Урсула († сл. 1447). Правнук е на Лудвиг I граф фон Еверщайн († сл. 1401) и Еуфемия фон Путбус († сл. 1410).
Брат е на граф Албрехт III фон Хинденбург-Плате († 1486), Елизабет фон Еверщайн († сл. 1518), омъжена за Кристоф (Кириакус) фон Поленц, фогт на Ноймарк († 1497).

## Фамилия
Лудвиг II фон Еверщайн се жени 1480 г. за графиня Валбурга фон Хонщайн-Фирраден (* ок. 1465), дъщеря на граф Йохан I фон Хонщайн-Хелдрунген, господар на Даме († 1498) и Анна фон Анхалт-Цербст († 1492), дъщеря на княз Георг I фон Анхалт-Цербст († 1474) и Матилда фон Анхалт-Бернбург († пр. 1432) или Еуфемия (Офка) от Силезия-Оелс († 1442). Те имат децата:
- Хиполита фон Еверщайн († сл. 1535), монахиня във Волин (1514 – 1535)
- Агата фон Еверщайн (* ок. 1474; † сл. 1533), омъжена пр. 1500 г. за Волдемар II фон Путбус († сл. 1521)
- Георг фон Еверщайн-Наугард-Масов (* 1481; † 18 февруари 1553 в замък Масов, Мекленбург-Западна Померания), женен 1526 г. за Валпурга Шлик фон Басано-Вайскирхен († 24 декември 1575), дъщеря на граф Каспар III Шлик фон Басано-Вайскирхен († 1549) и Елизабет фон Вартенберг († 1572)
- Волфганг фон Еверщайн (* 1483; † 13 март 1534), катедрален приор в Камин (1524), домхер в Магдебург (1527 – 1528)